# Министерство местного самоуправления и сельского развития Ганы
Министерство местного самоуправления и сельского развития Ганы за продвижение государственной политики и проектов в Гане. Министерство также способствует управлению и сбалансированному сельскому развитию. Его возглавляет Государственный министр, который назначается президентом Ганы. Нынешним главой министерства является Сэмюэл Офосу-Ампофо, сместивший Йозефа Чиреха (члена парламента) в 2011 году.